# 王什寨墓群
王什寨墓群，位于中国甘肃省民乐县，为一个省级文物保护单位，类型为古墓葬。
王什寨墓群的历史年代为汉代。